# Bogdan Lalić
Bogdan Lalić est un joueur d'échecs croate né le 8 mars 1964 à Zagreb. Grand maître international depuis 1988, il fut affilié à la fédération anglaise de 1999 à 2005.
Au 1er juillet 2018, il est le 40e joueur croate avec un classement Elo de 2 394 points.

## Tournois individuels
Bogdan Lalić a remporté les tournois de 
- Pleven 1985 et 1987 ;
- Tournoi d'échecs semi rapide d'Aubervilliers 1987;
- Sarajevo (Bosna) en 1988, ex æquo avec Iossif Dorfman et Emir Dizdarević ;
- Berlin-Ouest 1988 ;
- Hastings 1995-1996, ex æquo avec Stuart Conquest et Aleksandr Khalifman ;
- Stockholm (Rilton Cup) 2001-2002, ex æquo avec Evgeni Agrest, Tom Wedberg et Valeri Popov ;
- Séville 2003 ;
- Madrid 2006 ;
- Liverpool 2007 ;
- Nice 2008.

## Compétitions par équipe
Bogdan Lalić a participé à cinq olympiades, d'abord avec la Yougoslavie (en 1990) puis avec la Croatie (de 1992 à 1998), jouant au premier échiquier croate en 1994 et 1996.
En 1997, il disputa le championnat du monde d'échecs par équipes au premier échiquier de la Croatie qui finit sixième. 
Il a participé à quatre championnats d'Europe par équipe :
- en 1989 avec la Yougoslavie remportant la médaille d'argent par équipe ;
- en 1992 et 1997 avec la Croatie (la Croatie finit septième) ;
- en 2003 avec l'Angleterre.

## Vie privée
Bogdan Lalić a épousé la maître internationale anglaise Susan Walker.

## Publications
- (en) The Queen's Indian Defence, Everyman Chess, 1997  (ISBN 9781857441574)
- (en) Queen's Gambit Declined: Bg5 Systems, Everyman Chess, 2000  (ISBN 9781857442403)
- (en) The Marshall Attack, Everyman Chess, 2003  (ISBN 9781857442441)
- Bogdan Lalic et Vladimir Okhotnik
  - Carpathian Warrior, Caissa Hungary, 2005
  - Carpathian Warrior 2 Pandora Press, 2008